# Landesbank Baden-Württemberg

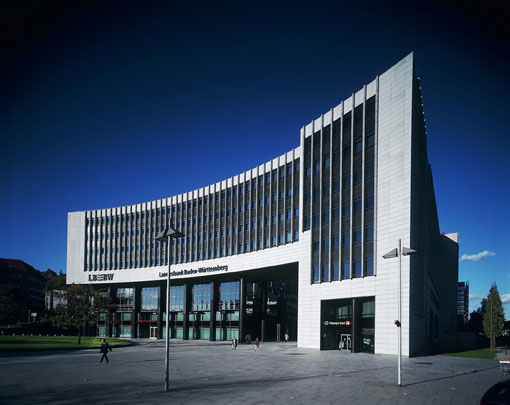
Gebäude der Landesbank Baden-Württemberg am Hauptsitz Stuttgart, am Hauptbahnhof, Kurt-Georg-Kiesinger-Platz

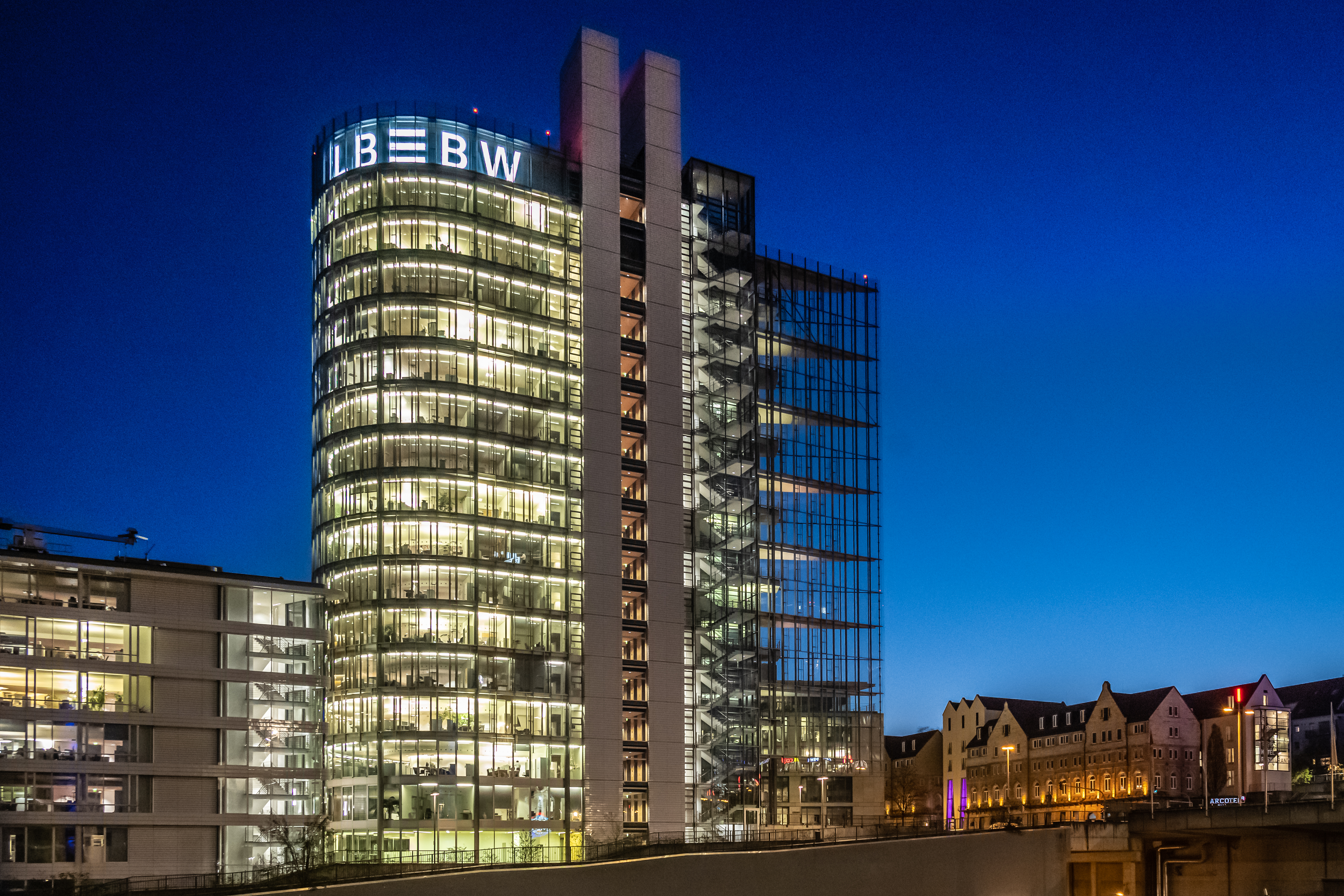
Glasbau an der Heilbronner Straße in Stuttgart

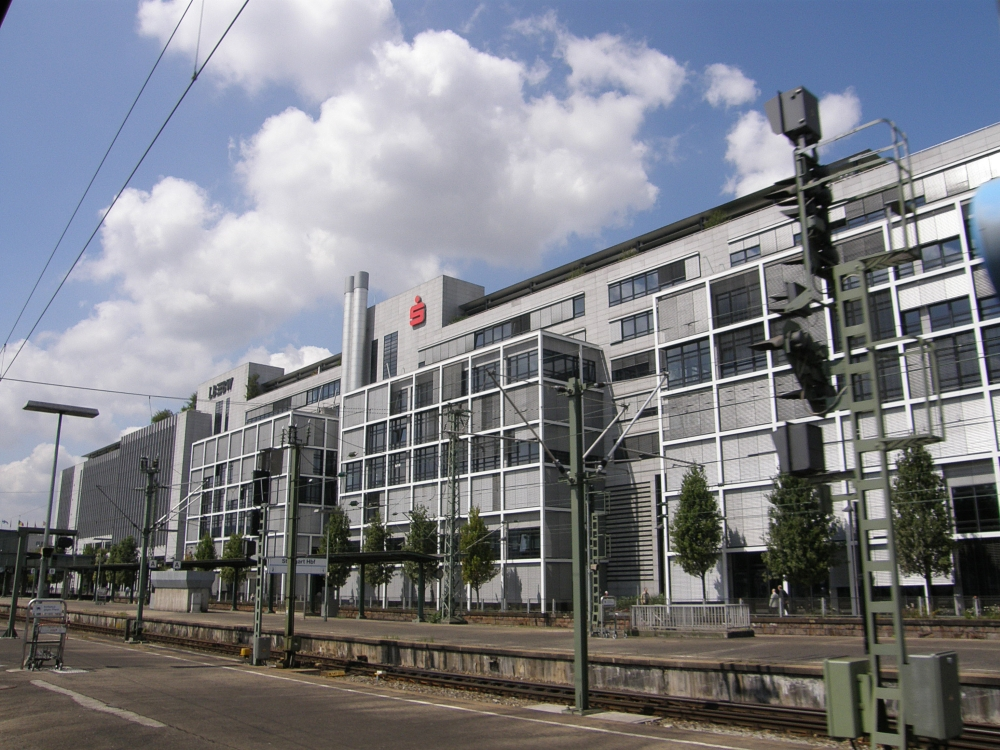
Flanke von den Bahnsteigen aus gesehen

Die Landesbank Baden-Württemberg (LBBW) ist ein deutsches Kreditinstitut mit Hauptsitz in Stuttgart. Mit einer Bilanzsumme von rund 333 Milliarden Euro (Stand 2023) ist sie die größte Landesbank Deutschlands. 
Mit über 10.000 Mitarbeitern vorwiegend in Baden-Württemberg, als auch an 17 Standorten weltweit, zählt die LBBW in der Bundesrepublik Deutschland nach Bilanzsumme zu den zehn größten Kreditinstituten, weltweit zu den 100 größten Banken. Die harte Kernkapitalquote gemäß der Eigenkapitalrichtlinie lag zum Jahresende 2023 bei 14,6 Prozent nach 14,1 Prozent im Vorjahr. Mit 15,7 Prozent zählte die LBBW 2017 zu den am besten kapitalisierten Banken in Deutschland.

## Geschichte
Eines der zahlreichen LBBW-Vorgängerinstitute gehörte zu den ersten Sparkassen Deutschlands. 1818 gründete Königin Katharina von Württemberg die Württembergische Spar-Casse.
Deren Rechtsnachfolgerin, die seit 1912 bestehende Württembergische Landessparkasse, fusionierte 1975 mit der Girokasse Öffentliche Bank und Sparkasse Stuttgart (seit 1971) – die Nachfolgerin der 1884 gegründeten Städtischen Sparkasse Stuttgart – zur Landessparkasse Girokasse – öffentliche Bank. Ab 1977 firmierte das Institut unter dem Namen Landesgirokasse Stuttgart (LG) – öffentliche Bank und Landessparkasse.
Mit Aufnahme des Zahlungsverkehrs im Jahr 1916 wurde die Zentralstelle des Württembergischen Giroverbands – Stuttgart gegründet. Im Jahre 1975, nach drei weiteren Nachfolgeinstituten, ist daraus die Württembergische Kommunale Landesbank, Girozentrale (WüKoLa) entstanden. Ende 1988 schloss sich die daraus entstandene, seit 1987 bestehende Landesbank Stuttgart, Girozentrale mit der seit 1929 existierenden Badischen Kommunalen Landesbank – Girozentrale, öffentliche Bank und Pfandbriefanstalt Mannheim (BaKoLa) zur Südwestdeutschen Landesbank (SüdwestLB) zusammen.
1998 hatte die LBBW 8799 Mitarbeiter und eine Bilanzsumme von 435,9 Milliarden DM (222,9 Milliarden Euro). Zum 1. Januar 1999 erfolgte unter Einbeziehung des Marktteils der Landeskreditbank die Vereinigung von LG und SüdwestLB zur Landesbank Baden-Württemberg.
Zum Jahresbeginn 2005 wurde die Landesbank Rheinland-Pfalz (LRP) als hundertprozentige Tochter in den LBBW-Konzern integriert. Zum 1. August 2005 erfolgte die Eingliederung der Baden-Württembergischen Bank (BW-Bank) als rechtlich unselbständige Anstalt in die LBBW. Im Zuge dieser Eingliederung wurde das Geschäftsfeld mit Privat- und Firmenkunden (alle Filialen im Raum Stuttgart) von LBBW auf BW-Bank umfirmiert. Die Filialen der ehemaligen BW-Bank bekamen dabei das seit August 2005 aktuelle Logo. Die LBBW tritt seither nicht mehr als Sponsor oder Werbepartner auf. Am 1. Januar 2005 hat Siegfried Jaschinski Hans Dietmar Sauer als Vorsitzenden des Vorstands abgelöst. Am 18. Juli 2005 entfiel – wie bei allen deutschen Landesbanken – die Gewährträgerhaftung der staatlichen Eigentümer.
Im August 2007 wurde die Übernahme der angeschlagenen Landesbank Sachsen eingeleitet. Nach einem Beschluss der Trägerversammlung vom 7. März 2008 wurde die Landesbank Sachsen im April 2008 als unselbstständige Einheit in die LBBW integriert. Am 1. Juli 2008 wurde auch die Landesbank Rheinland-Pfalz rückwirkend zum 1. Januar 2008 auf die LBBW verschmolzen. Die Mainzer Niederlassung firmierte seither bis zum 31. März 2019 als regionale Mittelstandsbank unter dem Namen Rheinland-Pfalz Bank, bis eben diese aufgelöst und durch die LBBW ersetzt wurde. Gleichzeitig wurde am Standort Mainz ein weiterer Hauptsitz der LBBW etabliert.
Am 16. November 2009 wurde bekannt, dass auf Druck der Brüsseler EU-Kommission die LBBW in eine Aktiengesellschaft (AG) oder Aktiengesellschaft europäischen Rechts (SE) umgewandelt werden musste, allerdings sollten die bisherigen Träger nach der Umwandlung bis auf Weiteres Eigentümer der Bank bleiben können. Am 15. Dezember 2009 bestätigte die EU-Kommission die Umwandlung der LBBW in eine AG, welche für 2013 vorgesehen war. Im selben Jahr revidierte die EU-Kommission diese Auflage: die LBBW darf eine Anstalt des öffentlichen Rechts bleiben.
Aufgrund des Umbaus der Schalterhalle des Stuttgarter Hauptbahnhofs im Rahmen des Bahnprojekts Stuttgart 21 wurde die Deutsche Bahn von Juni 2019 bis Ende 2023 mit der DB Lounge und Wartehallen im Bankgebäude untergebracht.
Im Mai 2020 kündigte die LBBW an, ihren Anteil am Düsseldorfer Bankhaus HSBC Deutschland komplett an das britische Mutterhaus zu verkaufen. Die Landesbank hatte diesen Anteil seit 1991 als reine Finanzbeteiligung gehalten.
Ab der Saison 2025/26 wird die LBBW Haupt- und Trikotsponsor des VfB Stuttgart. Zuvor trugen bereits die Jugendmannschaften die LBBW auf der Brust.

## Träger
Die LBBW ist eine rechtsfähige Anstalt des öffentlichen Rechts. Ihre Träger sind (Stand: 18. Januar 2016) der Sparkassenverband Baden-Württemberg, das Land Baden-Württemberg, die Stadt Stuttgart und die Landesbeteiligungen Baden-Württemberg GmbH.
| Anteil   | Träger                                     |
| -------- | ------------------------------------------ |
| 40,534 % | Sparkassenverband Baden-Württemberg        |
| 24,988 % | Land Baden-Württemberg                     |
| 18,932 % | Stadt Stuttgart                            |
| 15,546 % | Landesbeteiligungen Baden-Württemberg GmbH |

## Geschäftsfelder
Die Landesbank Baden-Württemberg ist eine Universalbank und eine internationale Geschäftsbank mit voller Geschäfts- und Niederlassungsfreiheit. Zusammen mit der rechtlich unselbstständigen Anstalt Baden-Württembergische Bank (BW-Bank) sowie spezialisierten Tochterunternehmen, ist sie auf allen Geschäftsfeldern einer Großbank tätig.

### LBBW
Als Konzerndach obliegen der LBBW die Steuerungsaufgaben für den gesamten Konzern. Darüber hinaus bündelt sie die Kompetenzen für das Geschäftsfeld Financial Markets, von der Bilanz- und Portfolioberatung über die Entwicklung von Finanzmarktprodukten bis hin zu Trading und Sales am internationalen Kapitalmarkt, der Treasury sowie dem Research. In direkter Verantwortung betreut die LBBW überregionale und internationale Unternehmenskunden, institutionelle Kunden sowie Einrichtungen der öffentlichen Hand. Weitere Schwerpunkte sind die Sparkassenzentralbankfunktion für die Sparkassen in Baden-Württemberg, Rheinland-Pfalz und Sachsen sowie das internationale Geschäft und Spezialprodukte wie z. B. Leverage Finance oder Strukturierte Finanzierungen. Ferner sind bei der LBBW sämtliche Stabs- und Abwicklungsfunktionen zusammengefasst.

### BW-Bank
Schwerpunkt der BW-Bank als operativer Einheit innerhalb der LBBW ist das Privat- und Unternehmenskundengeschäft im Kernmarkt Baden-Württemberg. Das Produktportfolio für Unternehmenskunden ist auf den Mittelstand fokussiert und enthält neben klassischen Finanzierungsleistungen auch den Zahlungsverkehr sowie das Asset Management. Auf dem Gebiet der Landeshauptstadt Stuttgart erfüllt die BW-Bank für die LBBW die Aufgaben einer Sparkasse.

### Sachsen Bank
Die Sachsen Bank wurde am 1. April 2008 als rechtlich unselbstständige Anstalt der Landesbank Baden-Württemberg errichtet und entstand aus dem regionalen Kundengeschäft der Landesbank Sachsen sowie den Filialen der Baden-Württembergischen Bank (BW-Bank) in Halle, Leipzig und Dresden.
Die Sachsen Bank betrieb das mittelständische Unternehmenskunden- und Privatkundengeschäft der LBBW in Mitteldeutschland (Sachsen, Sachsen-Anhalt, Thüringen) sowie den angrenzenden Wirtschaftsräumen und steuerte in diesen Geschäftsfeldern den Marktauftritt der LBBW-Gruppe in Polen und Tschechien. Das breite Produkt- und Dienstleistungsportfolio der LBBW wurde mit der Kundennähe einer eigenständig agierenden Regionalbank verbunden.
Die Sachsen Bank war in Leipzig, Dresden, Halle, Chemnitz, Magdeburg und Erfurt vertreten. Vorsitzender des Vorstandes war Harald R. Pfab, seit Januar 2014 bekleidete Oliver Fern dieses Amt.
Der Kunstpreis der Sachsen Bank wurde bis 2014 im zweijährlichen Turnus mit dem Museum der bildenden Künste Leipzig vergeben.
Zum 31. März 2018 wurde die Sachsen Bank als unselbstständige Einheit der LBBW rechtlich aufgelöst.

### Rheinland-Pfalz Bank
Die Rheinland-Pfalz Bank wurde am 1. Juli 2008 als rechtlich unselbstständige Anstalt der Landesbank Baden-Württemberg errichtet. Sie entstand durch Staatsvertrag zwischen den Ländern Rheinland-Pfalz und Baden-Württemberg aus der früheren LRP Landesbank Rheinland-Pfalz, welche durch Fusion mit der Landesbank Baden-Württemberg vereinigt wurde.
Kerngeschäftsfelder der Rheinland-Pfalz Bank sind das Unternehmenskundengeschäft sowie das Geschäft mit Key Accounts in Rheinland-Pfalz, Nordrhein-Westfalen und Hessen, das Geschäft mit ausgewählten institutionellen Kunden sowie Private Banking.
Zum 31. März 2019 wurde die Rheinland-Pfalz Bank als unselbstständige Einheit der LBBW rechtlich aufgelöst.

### Niederlassungen & German Centres
Die Landesbank Baden-Württemberg hält Niederlassungen in New York, London, Seoul, Singapur und Shanghai sowie Repräsentanzen in weiteren 12 Ländern weltweit.
Die „German Centres“ sollen den Kunden den Markteintritt in Asien sowie Mittelamerika erleichtern. Somit bietet die LBBW exportorientierten Kunden ein Instrumentarium neben den klassischen Finanzdienstleistungen. Standorte hierfür sind neben Singapur auch Peking und Mexiko-Stadt.

## Kennzahlen
| Überschrift                    | 2006   | 2007   | 2008   | 2009   | 2010   | 2011   | 2012   | 2013   | 2014   | 2015   | 2016   | 2017   | 2018   | 2019   | 2020   | 2021  |
| ------------------------------ | ------ | ------ | ------ | ------ | ------ | ------ | ------ | ------ | ------ | ------ | ------ | ------ | ------ | ------ | ------ | ----- |
| Bilanzsumme (Mrd. €)           | 417,3  | 443,4  | 447,7  | 411,7  | 374,4  | 373,1  | 336,3  | 274,6  | 266,2  | 234,0  | 243,6  | 238    | 241,2  | 256,6  | 276,4  | 282,3 |
| Ergebnis nach Steuern (Mio. €) | 931    | 311    | −2.112 | −1.482 | −363   | 66     | 398    | 339    | 438    | 425    | 011    | 419    | 420    | 444    | 172    | 418   |
| Mitarbeiterzahl                | 11.999 | 12.303 | 13.369 | 13.630 | 13.061 | 12.231 | 11.642 | 11.308 | 11.117 | 11.120 | 10.839 | 10.326 | 10.017 | 10.005 | 10.121 | 09893 |

## Tochter- und Beteiligungsunternehmen
Auswahl an Tochterunternehmen
- LBBW Asset Management Investmentgesellschaft mbH
- MMV Bank GmbH
- Südfactoring GmbH
- Südleasing GmbH
- Berlin Hyp AG

Im Februar 2012 verkaufte die LBBW Immobilien GmbH ca. 21.500 Wohnungen für 1,435 Mrd. Euro an ein Investorenkonsortium aus Versicherungen und Pensionskassen unter Führung des Immobilienverwalters Patrizia AG.

## Vorstandsvorsitzende
- Werner Schmidt (1999–2001)
- Hans Dietmar Sauer (2001–2004)
- Siegfried Jaschinski (2005–2009)
- Hans-Jörg Vetter (2009–2016)
- Rainer Neske (seit 1. November 2016)

## Finanzmarktkrise
In den ersten neun Monaten des Jahres 2008 machte die Bank insgesamt 800 Millionen Euro Verlust. Zur Eigenkapitalstärkung, die im Zuge der Finanzmarktkrise notwendig wurde, soll die LBBW von ihren Eigentümern im Jahr 2009 insgesamt fünf Milliarden Euro an frischem Kapital bekommen.
Daneben prüft das Institut auch, Kreditgarantien aus dem Finanzmarktstabilisierungsfonds des Bundes in Höhe von 15 bis 20 Milliarden Euro in Anspruch zu nehmen.
Die Diskussionen um die Kapitalerhöhung in den Gremien der Eigentümer, führten dazu, dass für einen „Neuanfang“ der bisherige Vorstandsvorsitzende Jaschinski sein Amt verlor. Als neuer Chef wurde Hans-Jörg Vetter benannt, zuvor Vorsitzender der Landesbank Berlin.
Im Geschäftsjahr 2008 machte die LBBW einen Verlust von ca. 2,1 Mrd. Euro. 2009 betrug der Verlust 2,148 Milliarden Euro.
Mitte September 2009 wurde bekannt, dass das Unternehmen bis zu 400 Millionen Euro einsparen muss, um die Vorgaben des von der EU-Kommission geforderten Restrukturierungsprogramms zu erfüllen. Hinzu kommt ein Stellenabbau von 2.500 Arbeitsplätzen. Die Anteilseigner erhöhten das Stammkapital der Bank von 1,4 auf 6,4 Milliarden Euro. Einen Anteil von 18,9 % an dieser Summe hält die Stadt Stuttgart.
Am 7. Dezember 2009 durchsuchte die Staatsanwaltschaft Stuttgart die Konzernzentrale in Stuttgart und mehrere Privatwohnungen amtierender und ehemaliger Vorstände. Die Staatsanwaltschaft geht dem Vorwurf der Pflichtverletzung nach, da der seinerzeitige Vorstand Ende 2006 hochriskante Investitionen im dreistelligen Millionenbereich tätigte oder genehmigte.
2010 wurde nach HGB-Rechnungslegung ein Gewinn von rund 300 Millionen Euro erzielt; nach IFRS-Rechnungslegung lag die Bank jedoch weiterhin in der Verlustzone mit rund 340 Millionen Euro. 2011 wies das Konzernergebnis vor Steuern einen Überschuss von 117 Millionen Euro aus.
Im Jahr 2012 erklärte die Europäische Bankaufsichtsbehörde, dass nur noch solche Finanzanteile zum sogenannten harten Kernkapital zählen, die an möglichen Verlusten beteiligt sind. Sie forderte die Eigentümer der LBBW ebenso wie die Eigentümer anderer Banken auf, ihre stillen Einlagen in haftendes Eigenkapital umzuwandeln.
Fast zehn Jahre nach der Finanzkrise bekam die größte deutsche Landesbank die letzten Altlasten der 2008 übernommenen Sachsen Bank aus ihren Büchern. Somit hat die LBBW die Finanzkrise „so gut wie abgeschlossen.“ Aus diesem Grund bekam die Stadt Stuttgart 40 Millionen Euro mehr aus dem Garantiefonds der LBBW als erwartet und erhielt somit von der Bank im Dezember 2017 insgesamt 165 Millionen Euro ausbezahlt.